# بيتر جونز (لاعب كرة قدم مواليد 1935)
بيتر جونز (بالإنجليزية: Peter Jones)‏ هو لاعب كريكت ولاعب كرة قدم بريطاني، ولد في 19 يونيو 1935 في Woolwich ‏ في المملكة المتحدة، وتوفي في 29 ديسمبر 2007 في ولفرهامبتن في المملكة المتحدة. لعب مع Kent County Cricket Club ‏.

## وصلات خارجية
- بيتر جونز على موقع إي آس بي آن كريك إنفو (الإنجليزية)
- بيتر جونز على موقع قاعدة بيانات كرة القدم.إي يو (الإنجليزية)
- بيتر جونز على موقع قاعدة بيانات كرة القدم.إي يو (الإنجليزية)